# Jimmy Hunter
Pour les articles homonymes, voir Hunter.

a Compétitions nationales et continentales officielles uniquement.

b Matchs officiels uniquement.
James "Jimmy" Hunter, né le 6 mars 1879 à Hawera (Nouvelle-Zélande) et décédé le 14 décembre 1962 à Wanganui (Nouvelle-Zélande), est un joueur de rugby à XV qui a joué avec l'équipe de Nouvelle-Zélande. Il évolue au poste de trois quart centre et de demi d'ouverture (1,68 m pour 73 kg).  

## Carrière
Il a débuté avec la province de Taranaki en 1898, il a joué 43 matchs pour cette province.
Il a disputé son premier test match avec l'équipe de Nouvelle-Zélande le 18 novembre 1905 contre l'Écosse. Son dernier test match a lieu contre une sélection anglo-galloise le 25 juillet 1908. 
Il participe à la tournée des Originals, équipe représentant la Nouvelle-Zélande en tournée en Grande-Bretagne en 1905, en France et en Amérique du Nord en 1906. 
Jimmy Hunter est le capitaine des All Blacks à quatre occasions en test-match.

## Palmarès

### En équipe nationale
- 11 sélections avec l'Équipe de Nouvelle-Zélande de rugby à XV (dont 4 comme capitaine)
- 12 points, 4 essais
- Sélection par année : 4 en 1905, 1 en 1906, 3 en 1907, 3 en 1908
- Nombre total de matchs avec les All Blacks : 36